# Dum Romae consulitur morbus imperat
Dum Romae consulitur morbus imperat, noto anche con il titolo Malaria, è un dipinto ad olio su tela del pittore italiano Giulio Aristide Sartorio. Venne dipinto tra il 1880 e il 1882 circa. La tela, a lungo considerata dispersa, oggi si conserva negli inventari del Museo Nacional de Bellas Artes di Buenos Aires in Argentina.

## Storia
Giulio Aristide Sartorio, giovane artista nella cerchia della corrente Fortunysta, per il suo esordio espositivo aveva deciso di dipingere una nuova opera in uno stile completamente diverso, apertamente ispirato alle opere seicentesche del Caravaggio e dello spagnolo Jusepe de Ribera, ma anche, al duro verismo del contemporaneo Teofilo Patini.

## Descrizione e contesto storico
L’opera è ambientata in un desolato paesaggio dell’Agro Pontino, a sud di Roma, al tempo zona paludosa. Illuminata dalla fioca luce del tramonto, in primo piano, troviamo una madre contadina, che sgomenta, si copre il volto con le mani. Disteso per terra di fronte alla donna cè suo figlio, a petto nudo, morto in seguito alla malaria.
La denuncia sociale dell’artista avvenne proprio nel periodo dell’inchiesta Torelli, dei primi anni ‘80, e dell’inchiesta Jacini sulle condizioni dell’agricoltura italiana, pubblicata tra il 1881 e il 1886. Entrambe sottolineavano l’ampia diffusione del morbo in tutto il territorio Italiano.
L’opera venne esposta durante l’Esposizione internazionale di belle arti del 1883 a Roma, dove ricevette attenzioni dalla critica. Il dipinto fu sul punto di essere acquistato dal comune di Roma, per la nuova Galleria d’Arte Moderna, appena istituita, ma alla fine venne acquistato dal giovane editore Angelo Sommaruga, che a sua volta lo vendette in America.  
Il successo consenti all’artista, di intraprendere l’anno successivo, un viaggio formativo a Parigi, centro propulsore dell’arte moderna, e inoltre, di partecipare alla prestigiosa Esposizione Universale di Anversa del 1885.